# Symphlebia suanos
Symphlebia suanos är en fjärilsart som beskrevs av Druce 1902. Symphlebia suanos ingår i släktet Symphlebia och familjen björnspinnare. Inga underarter finns listade i Catalogue of Life.